# 림 압둘라
림 압둘라(아랍어: ريم عبد الله, 영어: Reem Abdullah, 1987년 2월 20일 ~ )는 사우디아라비아의 배우이다.